# 银鹊树属
银鹊树属（学名：Tapiscia）是省沽油科下的一个属，为落叶乔木植物。该属共有银鹊树（Tapiscia sinensis）等2种，分布于中国西南部和中部。